# Пескара (траса)
Пескара (італ. Circuito di Pescara) — колишня гоночна траса довжиною 25,801 км, яка повністю складалася з доріг загального користування поблизу Пескари, Італія, і приймала автоперегони Кубок Ачербо. Пескара є найдовшою трасою, яка коли-небудь приймала Гран-прі Формули-1.

## Історія

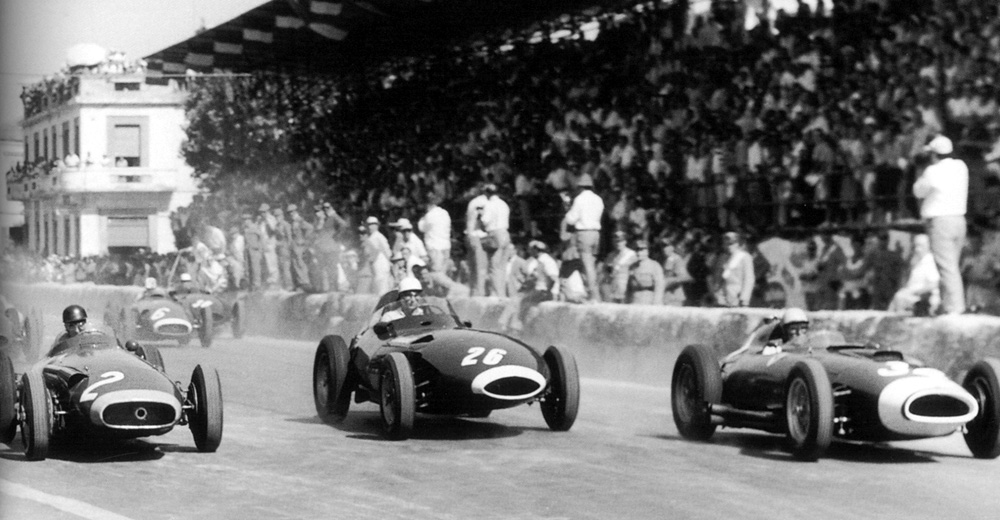
Боліди Формули-1 під час Гран-прі Пескари 1957 року.

Сільські та міські дороги були вузькими та вибоїстими. Як і багато інших довгих автодромів (наприклад, оригінальні версії Нюрбургринга та Спа-Франкоршам), Пескара вважалася фантастичною трасою для гонщиків, але також, як Спа та Нюрбургринг, вона була надзвичайно небезпечною та не пробачала помилок.
Довга траса проходила через кілька сіл, розташованих на пагорбах навколо Пескари, та включала дві довгі прямі, дотримуючись приблизно трикутної форми. Лінія старту/фінішу була розташована на околиці Пескари, і після типового відрізку «міської траси» маршрут автодрому повертав до села Вілла Распа, де переходив до горбистого відрізку, який переривався лише кількома селами. Після довгої серії поворотів і багатьох швидких вигинів через пагорби, гонщики потрапляли на пряму довжиною 5,5 км, яка вела назад до міської частини траси. Наприкінці цієї прямої знаходилась класична версія сучасної «швидкісної пастки» під назвою «Летючий кілометр». На відрізку в один кілометр вимірювався час його проходження і потім розраховувалась середня швидкість. У 1950 році Хуан Мануель Фанхіо зміг досягти середньої швидкості 309 км/год. Наприкінці прямої гонщики потрапляли до Монтезільвано, де їм довелося дуже різко гальмувати перед поворотом, який вів до іншої довгої прямої, яка вела назад до лінії старту/фінішу в Пескарі.
Перший Гран-прі на автодромі Пескара відбувся в 1924 році. Гран-прі носив назву Кубок Ачербо (італ. Coppa Acerbo) на честь Тіто Ачербо, брата Джакомо Ачербо, відомого фашистського політика. Через зв’язок із фашистською епохою (1922 – 1945) після Другої світової війни офіційна назва перегонів була змінена на «Circuito di Pescara». Декілька раз гонка також проходила під назвами Гран-прі Пескари (італ. Gran Premio di Pescara) та 12 годин Пескари (італ. 12 Ore di Pescara). У 1950-х роках траса в Пескарі прийняла кілька гонок Формули-1, але лише гонка 1957 року увійшла до заліку Чемпіонату Світу через скасування інших Гран-прі. Переможцем в гонці став Стірлінг Мосс за кермом Vanwall. Гран-прі зібрало понад 200 000 глядачів, а Пескара стала найдовшою трасою, яка коли-небудь приймала Гран-прі Чемпіонату світу Формули-1.
Останньою подією на трасі стала чотиригодинна гонка Чемпіонату світу з перегонів на спортивних автомобілях у 1961 році, яку виграли Лоренцо Бандіні та Джорджо Скарлатті за кермом Ferrari 250 TR команди Scuderia Centro Sud. Після цієї гонки трасу більше ніколи не використовували як місце проведення перегонів, оскільки організатори не могли гарантувати безпеку гонщиків і глядачів. Сьогодні дороги загального користування, які були частиною траси, досі існують та включають кілька нових кільцевих розв’язок.